# Fabian Cortez
Fabian Cortez est un personnage de fiction, un super-vilain mutant appartenant à l'univers de Marvel Comics. Créé par Chris Claremont et Jim Lee, il est apparu pour la première fois dans le comic book X-Men #1, en 1991.

## Biographie du personnage
Issu semble-t-il de la famille royale d'Espagne, le mutant Fabian Cortez organisa la première équipe des Acolytes, des mutants voués à la cause de Magnéto. Cortez servait de conseiller à Magnéto mais le manipulait en secret.
Lors du combat contre les X-Men sur l’Astéroïde M, plusieurs d'entre eux trouvèrent la mort lors de la chute de l'astéroïde, dont sa propre sœur, Anne-Marie Cortez.
Cortez pensait que Magnéto était mort dans la catastrophe, et il recruta un nouveau groupe d'Acolytes, vénérant le maître du magnétisme comme un dieu. Ils lancèrent plusieurs attaques contre l'Humanité, allant de la prise d'une base militaire à un massacre dans un hôpital. Quand Magnéto refit surface, il envoya son héraut, Exodus informer les Acolytes de la trahison de Cortez et ce dernier fut rejeté.
Il s'enfuit au Génosha et incita les mutants y vivant à démarrer une nouvelle guerre civile, au nom de Magnéto. Il fit capturer Luna, la petite-fille de Magnéto, pour se protéger des Vengeurs. Mais c'est Exodus qui exécuta apparemment Cortez.
Il réapparut des mois plus tard, proclamant avoir survécu à l'assassinat. Il manipula Joseph pour reprendre le contrôle des Acolytes mais échoua. Curieusement, Magnéto accepta de le reprendre à son service. Pourtant, il n'était pas le bienvenu et il fut abandonné par ses coéquipiers dans un combat contre les X-Men.
Quand Magnéto reçut la gestion du Génosha par les Nations unies, il demanda à Cortez de le servir de nouveau. Magnéto était en fait affaibli et avait besoin de Cortez pour contrôler son pouvoir sur le magnétisme. Cortez essaya encore une fois de trahir Magnéto, et ce dernier, guéri par les machines du Génégénieur, le propulsa à 75 km de sa cellule en moins de 20 secondes, le tuant en un instant.

## Pouvoirs et capacités
Cortez peut augmenter les capacités d'un autre mutant, jusqu'à un niveau dangereux et parfois incontrôlable. C'est un très bon stratège, maîtrisant les arts martiaux et les armes à feu.